# 王庆嵩
王庆嵩，浙江绍兴人，是一名清朝政治人物。
王庆嵩曾于1849年接替陈伟任金山县知县一职，1850年由薛焕接任。